# Ancylomenes venustus
Espèce
Ancylomenes venustus est une espèce de crevettes de la famille des Palaemonidés. 

## Répartition
Cette crevette se rencontre dans les eaux tropicales du centre du bassin Indo-Pacifique.

## Habitat
Elle vit en association avec des scléractiniaires et des actiniaires (anémones de mer) et est une crevette nettoyeuse.